# Rio Ferdinand
 Rio Gavin Ferdinand, angleški nogometaš, * 7. november 1978, Denmark Hill, London, Anglija, Združeno kraljestvo.